# СП Тре Фиори
СП „Тре Фиори“ (на италиански: Società Polisportiva Tre Fiori – Многоспортно дружество „Тре Фиори“) е спортен клуб с футболен отбор от Фиорентино, Сан Марино, основан през 1949 година.
Футболният му отбор играе в най-високото ниво на футболния шампионат на Сан Марино. Той е 7-кратен национален шампион и 6-кратен носител на Купата на Сан Марино.

## Успехи
- Шампионат на Сан Марино:
  -  Шампион (8): 1987/88, 1992/93, 1993/94, 1994/95, 2008/09, 2009/10, 2010/11, 2019/20
  -  Сребърен медал (3): 1990/91, 1997/98, 2006/07
  -  Бронзов медал (2): 2018/19, 2021/22
- Купа Титано:
  -  Носител (8): 1966, 1971, 1974, 1975, 1985, 2009/10, 2018/19, 2021/22
  -  Финалист (4): 2007/08, 2013/14, 2016/17, 2024/25
- Суперкупа:
  -  Носител (6): 1991, 1993, 2010, 2011, 2019, 2022
  -  Финалист (4): 1988, 1992, 1995, 2007

## Статистика
| Сезон   | Турнир               | Кръг     | Противник     | Домакинство | Гостуване | Общ рез.             |
| ------- | -------------------- | -------- | ------------- | ----------- | --------- | -------------------- |
| 2009/10 | УЕФА Шампионска лига | 1-ви кв. | УЕ Сант Жулия | 1 – 1       | 1 – 1     | 2 – 2 (5:6 сл. дуз.) |
| 2010/11 | УЕФА Шампионска лига | 1-ви кв. | Рудар Плевля  | 0 – 3       | 1 – 4     | 1 – 7                |
| 2011/12 | УЕФА Шампионска лига | 1-ви кв. | ФК Валета     | 0 – 3       | 1 – 2     | 1 – 5                |